# Arquebisbat de Ciutat de Ho Chi Minh
L'arquebisbat de la Ciutat de Hô Chí Minh (vietnamita: Tổng giáo phận Thành phố Hồ Chí Minh, llatí: Archidioecesis Hochiminhopolitana) és una seu metropolitana de l'Església Catòlica a Vietnam. El 2010 tenia 671.229 batejats sobre una població de 6.780.217 habitants. Actualment està regida per l'arquebisbe Paul Bùi Văn Đoc.
L'arxidiòcesi de la Ciutat d'Ho Chi Minh està agermanada amb l'arxidiòcesi de Los Angeles des del 2008.

## Territori
L'arxidiòcesi comprèn la Ciutat de Hô Chí Minh, on es troba la Catedral Basílica de la Immaculada Concepció.
S'estén sobre 2.093  km², i està dividit en 199 parròquies.

## Història
El vicariat apostòlic de la Conxinxina Occidental va ser erigit el 2 de març de 1844, prenent el territori del vicariat apostòlic de la Conxinxina (avui el bisbat de Quy Nhon).
El 3 de novembre de 1924 assumí el nom de vicariat apostòlic de Saigon.
El 8 de gener de 1938 cedí una porció del seu territori per tal que s'erigís el vicariat apostòlic de Vinh Long (avui bisbat).
El 24 de novembre de 1960 el vicariat apostòlic cedí una nova porció de territori per tal que s'erigís el bisbat de Mỹ Tho, i paral·lelament va ser elevat al rang d'arxidiòcesi metropolitana per mitjà de la butlla Venerabilium Nostrorum del Papa Joan XXIII.
El 14 d'octubre de 1965 cedí noves porcions de territori per tal que s'erigissin els bisbats de Phú Cuong i de Xuân Lôc.
El 23 de novembre de 1976 assumí el seu nom actual, uns mesos després de la caiguda de Saigon.
Els seminaristes són acollits per realitzar els seus estudis al seminari de Sant Josep de Saigon.

### La diòcesi avui
Els ministres de l'arxidiòcesi sovint participen en intercanvis i contactes internacionals, tot i que amb un permís especial de les autoritats vietnamites.
Els joves catòlics de les arxidiòcesis de Ciutat d'Ho Chi Minh i de Hanoi formaren el 2006 una organització per ajudar els nens de les zones rurals i subdesenvolupades del Vietnam. L'arquebisbat organitza regularment trobades de masses especials, incloent-hi el Dia de la Joventut el desembre del 2007, al que assistiren més de 7.000 joves que participaren en activitats de voluntariat i caritat i dues vigílies de pregària "Déu és ric en compassió" el març del 2007 amb la participació de diversos centenars de fidels.
Hi ha un centre de treball social organitzat per l'arquebisbat, format per preveres, laics i membres de grups civils. El centre s'ocupa de 3 problemes principals:
- ajudar els nens de carrers
- activitats per reduir el nivell de VIH/SIDA i ajudar les seves víctimes
- treball social i psicològic amb les prostitutes per treure-les del carrer[5]

## La Catedral de la Mare de Déu
La Catedral Basílica de la Immaculada Concepció de la Ciutat d'Ho Chi Minh és considerada com una de les principals atraccions de la ciutat i un dels edificis més bonics del Vietnam. Va ser construïda entre 1877 i 1880 per l'arquitecte francès J. Bourad, té una façana neoromànica amb torres bessones i una estàtua de la Mare de Déu al front central.

## Cronologia episcopal
- Dominique Lefèbvre, M.E.P. † (11 de març de 1844 - 1864 renuncià)
- Jean-Claude Miche, M.E.P. † (1864 - 1 de desembre de 1873 mort)
- Isidore-François-Joseph Colombert, M.E.P. † (1 de desembre de 1873 - 31 de desembre de 1894 mort)
- Jean-Marie Dépierre, M.E.P. † (12 d'abril de 1895 - 17 d'octubre de 1898 mort)
- Lucien-Emile Mossard, M.E.P. † (11 de febrer de 1899 - 11 de febrer de 1920 mort)
- Victor-Charles Quinton, M.E.P. † (11 de febrer de 1920 - 4 d'octubre de 1924 mort)
- Isidore-Marie-Joseph Dumortier, M.E.P. † (7 de desembre de 1925 - 16 de febrer de 1940 mort)
- Jean Cassaigne, M.E.P. † (20 de febrer de 1941 - 20 de setembre de 1955 renuncià)
- Simon Hoa Nguyên-van Hien † (20 de setembre de 1955 - 24 de novembre de 1960 nomenat bisbe de Ðà Lat)
- Paul Nguyên Van Binh † (24 de novembre de 1960 - 1 de juliol de 1995 mort)
  - Sede vacante (1995-1998)
- Jean-Baptiste Pham Minh Mân (1 de març de 1998 - 22 de març de 2014 jubilat)
- Paul Bùi Văn Đoc, des del 22 de març de 2014

## Estadístiques
A finals del 2010, la diòcesi tenia 671.229 batejats sobre una població de 6.780.217 persones, equivalent al 9,9% del total.
| any  | població | població  | població | sacerdots | sacerdots       | sacerdots       | sacerdots             | diaques | religiosos | religiosos | parròquies |
| ---- | -------- | --------- | -------- | --------- | --------------- | --------------- | --------------------- | ------- | ---------- | ---------- | ---------- |
| any  | batejats | total     | %        | total     | clergat secular | clergat regular | batejats por sacerdot | diaques | homes      | dones      |            |
| 1949 | 115.000  | 2.500.000 | 4,6      | 138       | 135             | 3               | 833                   |         | 96         | 838        | 16         |
| 1970 | 507.753  | 2.887.943 | 17,6     | 499       | 344             | 155             | 1.017                 |         | 626        | 1.991      | 128        |
| 1979 | 389.604  | 3.500.000 | 11,1     | 414       | 370             | 44              | 941                   |         | 364        | 1.477      | 201        |
| 1999 | 524.281  | 4.989.703 | 10,5     | 442       | 273             | 169             | 1.186                 |         | 974        | 2.674      | 186        |
| 2000 | 541.302  | 5.063.871 | 10,7     | 453       | 282             | 171             | 1.194                 |         | 1.023      | 2.485      | 188        |
| 2001 | 558.577  | 5.169.449 | 10,8     | 458       | 284             | 174             | 1.219                 |         | 1.157      | 3.046      | 191        |
| 2002 | 573.343  | 5.222.100 | 11,0     | 484       | 290             | 194             | 1.184                 |         | 1.214      | 2.762      | 193        |
| 2003 | 583.209  | 5.087.365 | 11,5     | 486       | 285             | 201             | 1.200                 |         | 1.488      | 3.294      | 194        |
| 2004 | 602.478  | 5.454.298 | 11,0     | 519       | 289             | 230             | 1.160                 |         | 1.607      | 3.382      | 195        |
| 2010 | 671.229  | 6.780.217 | 9,9      | 632       | 305             | 327             | 1.062                 |         | 2.129      | 3.306      | 199        |